# 모로타촌
모로타촌(諸田村)은 일본 히로시마현 미쓰기군에 있던 촌이다. 현재의 오노미치시, 후추시의 일부에 해당한다.